# 兩西西里的路易吉 (1838-1886)
兩西西里的路易吉（義大利語：Luigi di Borbone-Due Sicilie，1838年8月1日—1886年6月8日），特拉尼伯爵，兩西西里國王費迪南多二世的次子。
1859年費迪南多二世去世，路易吉同父異母的哥哥法蘭西斯科繼位為兩西西里國王。由於法蘭西斯科沒有子女，路易吉是兩西西里的王位繼承人，直到1861年法蘭西斯科退位。

## 家庭
1861年，路易吉與巴伐利亞的瑪蒂爾德結婚，兩人的獨女瑪麗亞·特蕾莎於1867年出生。